# 윤명선 (작곡가)
윤명선은 대한민국 대중가요 작곡가이다.

## 대표곡
- 2002년 보보 -〈청혼〉(작사: 최은하 / 작곡: 윤명선)
- 2002년: 김현정 -〈나보다 널〉(작사: 김현정 / 작곡: 윤명선)
- 2003년: 최영철 -〈종이꽃〉(작사: 윤명선 / 작곡: 윤명선)
- 2003년: 김혜연 -〈화난 여자〉(작사: 윤명선 / 작곡: 윤명선)
- 2003년: 장윤정 -〈어머나〉(작사: 윤명선 / 작곡: 윤명선)
- 2004년: 뚜띠 -〈짝짝짝〉(작사: 윤명선 / 작곡: 윤명선)
- 2004년: 조용필 -〈빛〉(작사: 윤명선 / 작곡: 조용필)
- 2004년: 찰리박 -〈카사노바 사랑〉(작사: 윤명선 / 작곡: 윤명선)
- 2005년: 박진광 -〈생쥐〉(작사: 윤명선 / 작곡: 윤명선)
- 2005년: 박진광 -〈파도〉(작사: 윤명선 / 작곡: 윤명선)
- 2005년: 이승철 -〈서쪽하늘〉(작사: 이승철 / 작곡: 윤명선)
- 2005년: LPG - 〈캉캉〉(작사: 윤명선 / 작곡: 윤명선)
- 2005년: 김흥국 -〈으아~〉(작사: 이건우 / 작곡: 윤명선)
- 2005년: 유지나 -〈쓰리랑〉(작사: 윤명선 / 작곡: 윤명선)
- 2006년: 이루 -〈까만안경〉 (작사: 윤명선 / 작곡: 윤명선)
- 2006년: 김혜연 - 〈어쩌나〉(작사: 서판석 / 작곡: 윤명선)
- 2006년: 바나나 -〈검정가방〉(작사: 윤명선 / 작곡: 윤명선)
- 2006년: 김장훈 -〈Honey〉(작사: 윤명선 / 작곡: 윤명선)
- 2006년: 슈퍼주니어 T -〈로꾸꺼〉(작사: 윤명선 / 작곡: 윤명선)
- 2007년: 김동완 -〈손수건〉(작사: 윤명선 / 작곡: 윤명선)
- 2007년: 김장훈 -〈로망스〉(작사: 윤명선 / 작곡: 윤명선)
- 2007년: 마골피 -〈비행소녀〉(작사: 윤명선 / 작곡: 윤명선)
- 2007년: 박민혁 -〈동서남북 사랑〉(작사: 윤명선 / 작곡: 윤명선)
- 2007년: 이재은 -〈품〉(작사: 윤명선 / 작곡: 윤명선)
- 2008년: 정훈희 -〈삐삐코로랄라〉(작사: 윤명선 / 작곡: 윤명선)
- 2009년: 윤미래 -〈떠나지마〉(작사: 윤명선 / 작곡: 윤명선)
- 2009년: 조관우 -〈이별의 정원〉(작사: 윤명선 / 작곡: 윤명선)
- 2009년: 손담비 -〈느리게 잊기〉(작사: 윤명선 / 작곡: 윤명선)
- 2010년: 조아라 -〈그래그래〉(작사: 윤명선 / 작곡: 윤명선)
- 2010년: 이루 -〈하얀 눈물〉(작사: 윤명선, 이루 / 작곡: 윤명선)
- 2011년: 이예준 - 〈홍콩〉(작사: 윤명선 / 작곡: 윤명선)
- 2011년: 이영현 -〈이별사랑〉(작사: 윤명선 / 작곡: 윤명선, 이규현)
- 2013년 : 장민호 -〈남자는 말합니다〉(작사 : 윤명선 / 작곡: 양주)
- 2016년: 정동하 -〈오! 사랑〉(작사: 강한 / 작곡: 윤명선)
- 2020년: 유산슬, 송가인 - <이별의 버스 정류장> (작사 : 윤명선 / 작곡 : 윤명선, 해구)
- 2022년 홍지윤 - <사랑의 여왕> (작사: 윤명선 / 작곡: 윤명선, 해구)

## 방송
- 2021년 TV조선 《내일은 국민가수》
- 2022년 MBN 《불타는 트롯맨》
- 2023년 MBN 《현역가왕》